# 德山站
德山站（日语：〔〕／ Tokuyama eki */?）是位於日本山口縣周南市御幸通2丁目28番的西日本旅客鐵道鐵路車站。周南市的代表車站。
站名來自舊德山市，為繁榮的工業生產地區。2003年於廣域市町村合併時變為周南市。

## 車站構造
山陽新幹線為2面2線、在來線為3面4線月台。

### 在來線
在來線車站包括2面4線的地面月台與1條上行貨物待避線，3、4號月台為島式月台。
| 月台 | 路線      | 方向 | 目的地                       | 備註                |
| ---- | --------- | ---- | ---------------------------- | ------------------- |
| 1    | ■山陽本線 | 上行 | 光、柳井、岩國方向           |                     |
| 3    | ■岩德線   | -    | 周防花岡、高水、周防高森方向 |                     |
| 4    | ■山陽本線 | 下行 | 防府、新山口方向             | 一部分於3號月台開出 |

### 新幹線
對應16節編組（月台長410米）的對向式月台2面2線（內側夾着上下通過線）的高架月台。曲線半徑為1,600米，因此通過列車與東海道新幹線的熱海站一樣需減速至170公里/小時。停車時列車的車體狀體會沿彎道傾側。月台外側備有養路工程用車留置線。
為了考慮相鄰的港口的景色，7號月台（下行）的牆壁全面使用玻璃。
| 月台 | 路線       | 方向 | 目的地                     |
| ---- | ---------- | ---- | -------------------------- |
| 6    | 山陽新幹線 | 上行 | 廣島、新大阪、東京方向     |
| 7    | 山陽新幹線 | 下行 | 小倉、博多、鹿兒島中央方向 |

## 車站周邊
- 周南市役所
- 近鐵松下百貨店
- 山口放送本社
- 西京銀行本店
- 山口縣立德山高等學校
- 德山港
- 山口縣民共濟
- 德山中心商店街

### 巴士
- 防長交通
周南市内各方向行的路線、廣島巴士中心、大阪、京都河原町、東京品川、福岡行的高速巴士在此發車

## 歷史
- 1897年9月25日　車站開業。
- 1975年3月10日　山陽新幹線車站開業。
- 1987年4月1日　國鐵分割民營化、成為JR西日本車站。
- 2003年10月1日 「希望（のぞみ）」停車站。
- 2005年2月19日　山陽新幹線導入驗票閘門。

## 車站便當
- 幕之内便當
- 鰻魚飯（あなご飯）

## 軼事
由於新幹線要通過現存的市街地，所以德山站前後皆有急彎，通過列車必須減速至170km/h。

## 相鄰車站
西日本旅客鐵道
山陽新幹線
新岩國－德山－新山口
■山陽本線
櫛濱－德山－新南陽
■岩德線（至櫛濱站為止為山陽本線）
櫛濱－德山

## 外部連結
- JR西日本（德山站） （页面存档备份，存于）（日語）

34°03′5″N 131°48′9″E / 34.05139°N 131.80250°E